# Привид блукає Європою
«Привид ходить по Європі» (рос. Призрак бродит по Европе) — художній фільм 1923 року, поставлений режисером Володимиром Гардіним на Ялтинській кінофабриці ВУФКУ за мотивами оповідання Едгара Аллана По «Маска Червоної Смерті» (1842).

## Сюжет
Дія фільму відбувається у вигаданій державі.

У країні назрівають революційні події. Імператор залишає столицю й поселяється в одному з віддалених куточків країни. Під час прогулянки він зустрічає пастушку, дочку рибалки, засланого за участь в революційному русі. Пастушка та імператор закохуються одне в одного. Дізнавшись про це, ображена імператриця зав'язує любовну інтригу з міністром імператорського двору.
Тимчасом імператора починають долати кошмари. Йому здається, що повсталі маси спрямують до двору для розправи з ним. Імператор посилає гінця в столицю. Повернувшись, той повідомляє, що в столиці народ захопив владу. У припадку гніву імператор вбиває гінця. Батько пастушки виявляє в паперах убитого повідомлення про революцію, що сталася в країні. Він закликає рибалок навколишніх селищ до повстання. Виконуючи доручення змовників, пастушка під час балу в палаці своїм танцем відволікає увагу охорони, а група рибалок на чолі з її батьком підпалює палац. Імператор і пастушка гинуть у вогні пожежі.

## У ролях
| • Олег Фреліх      | … | імператор               |
| • Зоя Баранцевич   | … | імператриця             |
| • Іона Таланов     | … | камергер                |
| • Лідія Іскрицька  | … | Елька, молода рибачка   |
| • Василь Ковригін  | … | її батько, старий моряк |
| • Іван Капралов    | … | льотчик                 |
| • Володимир Єгоров | … | Похмурий                |
| • Карл Томський    | … |                         |
| • Євген Грязнов    | … |                         |

## Факти про фільм
- Фільм, який був другою постановкою ВУФКУ, був проданий в РРФСР і Німеччину.
- Фільм Зберігається в Держфільмофонді Росії і Національному центрі Олександра Довженка без титрів.[2]